# Johnny Stecchino
Pour plus de détails, voir Fiche technique et Distribution.
Johnny Stecchino est un film italien (comédie) de Roberto Benigni sorti en Italie en 1991, et qui est sorti le 8 avril 1992 en France et le 9 octobre 1992 aux États-Unis.

## Synopsis
Dante (Roberto Benigni) est un jeune homme plutôt timide, naïf et maigrichon qui vit seul chez lui. Chauffeur de bus scolaire pour enfants handicapés, il s'est lié d'amitié avec l'un d'eux, l'espiègle Lillo (Alessandro De Santis). Dante est une bonne personne même s'il ment à son assurance en faisant croire qu'il a un « tic » dû à un accident qui le contraint à agiter la main droite sans s'arrêter.
Dante a pour habitude de voler des bananes et de les cacher dans sa manche pour les dissimuler, ce qui lui vaudra quelques péripéties et quiproquos à Palerme.
Dante : « Il n'y a pas de prix, combien coûtent les bananes à Palerme, qu'est-ce que vous me voulez ? ».
Une nuit après une fête il est renversé par une voiture devant sa maison. La conductrice qui n'est autre que Maria (Nicoletta Braschi) descend afin de s'assurer que le pauvre homme n'a rien et reste interdite devant Dante se répétant qu'elle se trouve dans un rêve.
« Je suis en train de rêver ».
C'est alors qu'une liaison d'amitié des plus invraisemblables commence entre Maria et Dante. Ils se revoient plusieurs fois, se rencontrant au restaurant ou font les magasins. C'est alors qu'un jour Maria décide de changer le look de Dante en lui achetant de nouveaux habits élégants, en lui dessinant un grain de beauté sur le visage et en lui mettant un cure-dent entre les lèvres. Dorénavant elle l'appelle Johnny.
« Tu seras mon Johnny »
Un jour il la retrouve en Sicile dans sa somptueuse villa de Palerme où elle vit avec son oncle (Paolo Bonacelli) atteint d'une forme rare de diabète qu'il dit soigner avec de la poudre blanche. Tombé amoureux de la belle demoiselle, Dante espère secrètement pouvoir la conquérir en la rejoignant sans son accord mais tout ne se passe pas comme il l'espérait. Cette villa est en réalité la planque du célèbre mafioso en cavale Johnny Stecchino (Johnny cure-dent) qui doit son surnom au célèbre cure-dent coincé entre ses lèvres. Il se cache dans le sous-sol parce qu'il est recherché, les autres mafieux en veulent à sa vie et Maria n'est autre que sa femme. Il est riche, sûr de lui, n'a peur de rien, c'est tout l'opposé de Dante à l'exception près que les deux hommes se ressemblent étrangement. En effet, Dante se révèle être le sosie parfait de Johnny, quoi de mieux pour échanger les rôles ? Avec l'aide de Maria il combine une machination dans laquelle Dante, sans le savoir va jouer le rôle d'appât idéal. Johnny décide d'envoyer Dante se promener dans Palerme afin qu'il attire l'attention et que ses ennemis le tuent mais les choses ne se passent pas toujours comme prévu. Cette situation dans laquelle se retrouve Dante va provoquer de nombreux quiproquos qui se traduiront par une suite d'évènements paradoxales et hilarants :
- Quand Johnny rencontre Dante au détour d'une pièce, pour ne pas se faire remarquer il joue au miroir, ce que Dante ne remarque pas.
- Dante ne voit rien quand Maria et l'oncle (qui en réalité n'est autre que l'avocat du mafieux) portent à manger au sous-sol pour le soi-disant chien de compagnie qui en réalité se trouve être Johnny.
- Un quiproquo énorme se produit lors de la sortie au théâtre. Maria décide d'emmener Dante avec elle voir un spectacle, son but étant de déguiser le pauvre malheureux afin que tout le monde voit en lui le célèbre mafieux. Cette sortie provoque une colère de la part des personnes qui le reconnaissent et le traitent d'assassin « Assassino ! », de voleur en lui faisant comprendre qu'il doit payer ses crimes. Là intervient le quiproquo. Dante croit que tous ces gens lui crient dessus parce qu'il a pris une banane qu'il n'a pas eu le temps de payer. Il leur répond donc « Je voulais la payer à la fin du premier acte ! Si vous n'avez pas confiance voici cinq mille lire ». La foule croyant qu'il parle de ses crimes lui répond : « Il n'y a pas de prix pour ce que tu as fait ! ». De là vient la phrase « Oh, mais combien coûtent les bananes à Palerme ? ». Cette scène provoque l'hilarité chez le spectateur qui se rend compte du gros mal entendu.
- Dante, à une soirée où sont réunis des personnes importantes, a un entretien avec le ministre au détour d'un couloir. Ce dernier lui donne de la drogue. Le spectateur peut encore observer la naïveté de Dante qui prend cette poudre blanche comme un remède contre le diabète (comme le faisait l'oncle chez Maria). De retour à sa table et voyant que le cardinal est diabétique il lui propose le sachet et lui montre comment aspirer la poudre par le nez. Ça provoque un scandale et un fou rire de la part des spectateurs.

Pendant ces quelques jours où s'enchaînent gags sur gags, Maria se rend compte de la mesquinerie du vrai Johnny (elle apprend qu'il a tué la femme de son patron mafieux) et de la gentillesse de Dante. Après plusieurs réflexions, elle décide de livrer son époux à Cozzamara (le patron mafieux) qui termine tué dans les toilettes d'un restaurant sur la route de l'aéroport pendant que Dante est en sécurité chez le barbier puisque Cozzamara s'est vite rendu compte que Dante n'était pas Johnny, de par son comportement et son grain de beauté fait au crayon noir.
C'est ainsi que Maria raccompagne Dante chez lui et repart. Ce dernier est accueilli par Lillo, son ami handicapé qui souffre de diabète. Dante lui fait donc découvrir la fameuse poudre blanche appelée « medicina » qu'il a découvert à Palerme et lui en fait aspirer. C'est ainsi que se termine le film, sur l'image d'un Lillo agité qui court sur la route, étourdi par la cocaïne, et Dante qui le rejoint.

## Fiche technique
- Musique : Evan Lurie
- Photographie : Giuseppe Lanci
- Production : Mario Cecchi Gori et Vittorio Cecchi Gori
- Langues originales : italien, français
- Scénario: Roberto Benigni

- Réalisation: Roberto Benigni

## Distribution
- Roberto Benigni (VF : Philippe Peythieu) : Dante / Johnny
- Nicoletta Braschi (VF : Céline Monsarrat) : Maria
- Paolo Bonacelli : D'Agata
- Ignazio Pappalardo : Cozzamara
- Franco Volpi : le ministre
- Ivano Marescotti : Randazzo
- Alessandro De Santis : Lillo
- Domenico Minutoli : le chef de la police
- Giulio Donnini : le cardinal
- Loredana Romito : Gianna
- Turi Scalia : le juge
- Georgia O'Brien : la femme du ministre
- Salvatore Borgese : Ignazio
- Gaspare Cucinella

## Accueil
Le film a eu du succès au box-office bien que la critique l'ait accueilli tièdement.

## Autour du film
- Le personnage de Johnny Stecchino n'est pas né de l'imagination du réalisateur mais est fortement inspiré de Charlie Stecchino, un mafieux dans le film américain Certains L'aiment Chaud.
- Une parodie, Pierino Stecchino, est sortie en 1992. Le personnage principal est interprété par Alvaro Vitali et le film est réalisé par Claudio Fragasso, mais le film n'a jamais été distribué.